# Kanryo Higaonna
Kanryo Higaonna, nacido en Naha el 10 de marzo de 1853, fue el segundo maestro de Kenwa Mabuni, el fundador del estilo de karate Shito Ryu. También tuvo como discípulo personal a Chōjun Miyagi fundador del estilo de karate Goju Ryu.
Kanryo Higaonna falleció por enfermedad en octubre de 1916.

## Historia
El Maestro Kanryo Higaonna enseñó y practicó el estilo de Karate Naha Te, o (mano de Naha), que consistía principalmente en ataques y defensas con movimientos circulares envolventes, y golpes a mano abierta. Provenientes del estilo chino de "la grulla que canta" o 'bok hok pai'.

## Estilo
El estilo de combate del Saikoo Shihan Higaonna era el Naha Te, que consta de movimientos circulares, se utilizan patadas de frente o de lado directas a los costados, o las articulaciones, pisotones, luxaciones articulares, golpes a mano abierta y lucha cuerpo a cuerpo.